# Dan Fogler

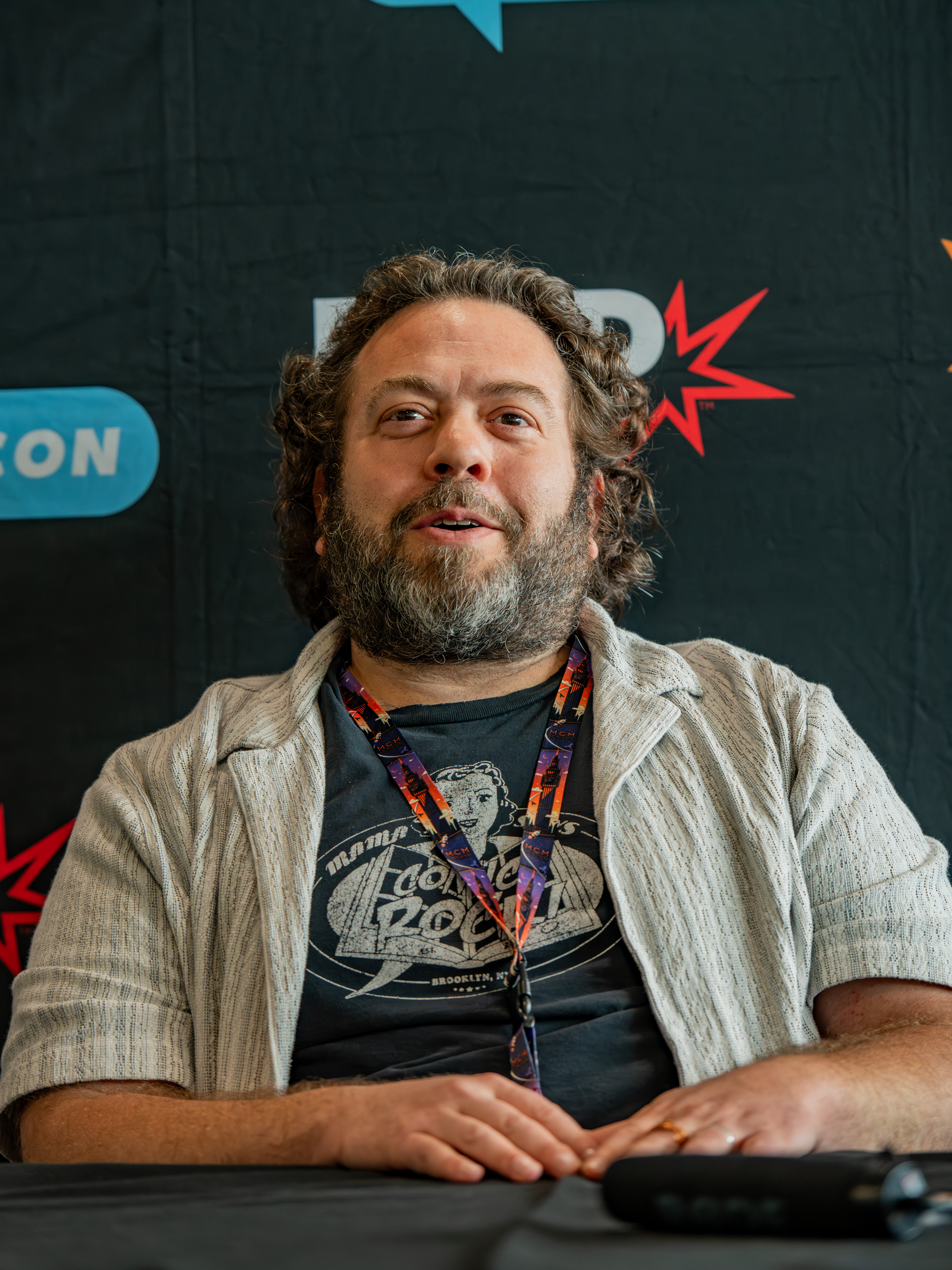
Dan Fogler (2025)

Daniel Kevin „Dan“ Fogler (* 20. Oktober 1976 in Brooklyn, New York City, New York) ist ein US-amerikanischer Schauspieler, Regisseur, Synchronsprecher und Drehbuchautor.
In der Filmreihe „Fantastische Tierwesen und wo sie zu finden sind“ spielt er Jacob Kowalski.

## Leben
Dan Fogler ist das zweite Kind von Shari, einer Englischlehrerin, und Richard Fogler, einem Chirurgen. Er stammt aus einer jüdischen Familie. Nach seinem Schulabschluss 1994 absolvierte er an der Theaterakademie der Boston University seine Ausbildung. Seit 10. Oktober 2010 ist Fogler mit Jodie Capes Fogler verheiratet.
Seinen ersten größeren Erfolg konnte Fogler 2005 mit seiner Rolle als William Barfee in der Broadway Musicalproduktion The 25th Annual Putnam County Spelling Bee (2005) verbuchen. Für diese Rolle gewann er einen Theatre World Award sowie einen Tony Award.
Seinen ersten Fernsehauftritt hatte Fogler 2002 in der Show 30 Seconds to Fame, gefolgt von diversen Fernsehserien wie American Dad (2009 – Sprecherrolle), Die Goldbergs (2013–2019), Hannibal (2013) und Good Wife (2015).
In der Filmkomödie Balls of Fury (2007) hatte Fogler erstmals eine Hauptrolle. Es folgten weitere Haupt- und Nebenrollen in Der Glücksbringer (2007), Fanboys (2009) und Take Me Home Tonight (2011). Insbesondere bekannt wurde er in der Rolle Jacob Kowalski in der Filmreihe Phantastische Tierwesen.

## Filmografie (Auswahl)
- 1999: Brooklyn Thrill Killers
- 2000: Home Field Advantage
- 2000: Bust a Move
- 2002: Hyper
- 2006: Der Date Profi (School for Scoundrels)
- 2007: Der Glücksbringer (Good Luck Chuck)
- 2007: Balls of Fury
- 2008: Kung Fu Panda (Stimme)
- 2008: Horton hört ein Hu! (Horton Hears a Who!, Stimme)
- 2009: Fanboys
- 2009: Love Happens
- 2009: Taking Woodstock
- 2011: Take Me Home Tonight
- 2011: Milo und Mars (Mars Needs Moms, Stimme)
- 2012: Hellbenders – Zum Teufel mit der Hölle (Hellbenders)
- 2013: Free Birds – Esst uns an einem anderen Tag (Free Birds, Stimme)
- 2013: Hannibal (Fernsehserie, 3 Folgen)
- 2013: Europa Report
- 2013: Scenic Route
- 2013–2019: Die Goldbergs (The Goldbergs, Fernsehserie, 12 Folgen)
- 2015: Secrets and Lies (Fernsehserie, 10 Folgen)
- 2016: Phantastische Tierwesen und wo sie zu finden sind (Fantastic Beasts and Where to Find Them)
- 2018–2022: The Walking Dead (Fernsehserie)
- 2018: Phantastische Tierwesen: Grindelwalds Verbrechen (Fantastic Beasts: The Crimes of Grindelwald)
- 2019: Jay and Silent Bob Reboot
- 2022: Phantastische Tierwesen: Dumbledores Geheimnisse (Fantastic Beasts: The Secrets of Dumbledore)
- 2022: The Offer (Fernsehserie)
- 2024: Eric (Miniserie)
- 2024: Like A Complete Unknown (A Complete Unknown)

## Musik-Video
- 2003: "I Don´t Wanna Be Me" der amerikanischen Metal-Band Type O Negative

## Auszeichnungen
- Tony Award 2005: Gewinner „Bester Nebendarsteller in einem Musical“ (William Barfee in The 25th Annual Putnam County Spelling Bee)
- Theatre World Award 2005: Gewinner (William Barfee in The 25th Annual Putnam County Spelling Bee)[3]
- Drama Desk Award 2005: Gewinner „Outstanding Ensemble Performance“ (William Barfee in The 25th Annual Putnam County Spelling Bee)[4]